# Georg Levin von Winterfeld

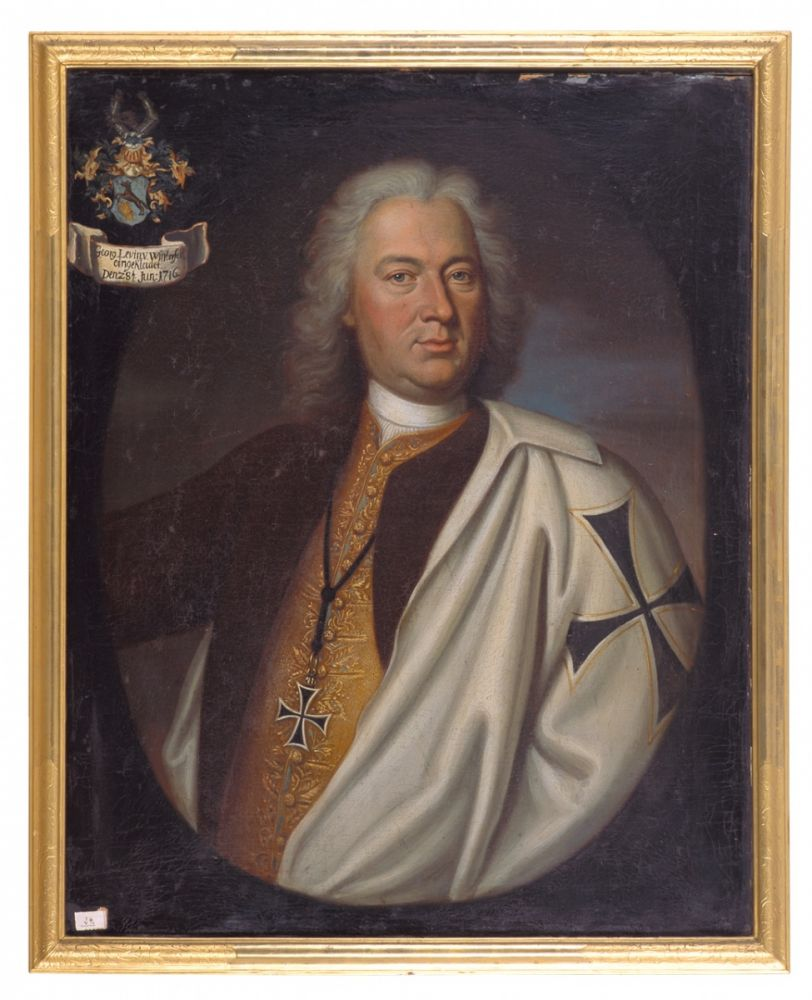
Georg Levin von Winterfeld (1674–1728)

Georg Levin von Winterfeld (* 1674 auf Kutzerow in der Uckermark; † 21. Februar 1728 in Königsberg) war ein preußischer Generalmajor und Chef des Kürassierregiments „du Portail“ sowie Ritter des deutschen Ordens, Komtur der Balley in Niedersachsen, Landdrost von Ravensberg, Erbherr von Kuglacken und Breitenstein in Ostpreußen dazu Kutzerow und Menkin in der Uckermark.

## Leben

### Herkunft
Georg Levin war der Sohn von Adam Valentin von Winterfeld (1637–1677) und dessen Ehefrau Elisabeth Charlotte, geborene von Hacke aus dem Hause Berge. Der Generalmajor Kaspar Dietlof von Winterfeld war sein Bruder.

### Militärkarriere
Winterfeld erhielt seine Ausbildung im elterlichen Hause und später im Gymnasium von Stettin. Er sollte ursprünglich eine zivile Laufbahn einschlagen, ging aber 1692 zur brandenburgischen Armee und wurde Kadett bei der kurfürstlichen Weißen Garde. Fünf Jahre lang war er Unteroffizier und kämpfte im Pfälzer Erbfolgekrieg in Brabant. Er nahm an den Belagerungen von Huy und Namur teil und konnte sich dort so auszeichnen, dass er 1698 eine eigene Kompanie erhielt. 1702 wechselte er in mecklenburgische Dienste (Mecklenburg-Schwerin). Dort wurde er Kapitän im Regiment „von Krassow“. Er ergänzte das Regiment auf eigene Kosten um eine Kompanie zu Pferde und eine zu Fuß. Unter dem Kommando des Oberst von Meerheim wurde es an den Oberrhein verlegt. Winterfeld wurde während des Feldzuges zum Major befördert und nahm an den Belagerungen von Kaiserwerth, Landau, Lüttich sowie der Schlacht bei Höchstedt teil. In der zweiten Schlacht bei Höchstedt 1704 verlor er das Pferd unter dem Leib.
Mit seiner Tapferkeit in den Kämpfen fiel er Leopold von Anhalt-Dessau auf, der ihn dem preußischen König Friedrich I. empfahl. Das war so nachdrücklich, dass der König ihn zu seinem Generaladjutanten machte. Winterfeld verließ daher die Mecklenburger Dienste und kehrte in die Preußische Armee zurück. Er kam zunächst zum Regiment „Markgraf Ludwig“ und danach zum Regiment „Anhalt-Dessau“. Winterfeld kämpfte in Italien unter Prinz Eugen und Anhalt-Dessau und nahm an den Schlachten von Cassano, Calcinato, Turin und Toulon teil. Bei Turin wurde er schwer am Kopf verwundet und es dauerte drei Monate, bis er wieder hergestellt war. Danach kämpfte er bei Susa, Exilles und Fenestrelles. 1710 wurde er zum Oberst befördert.
1715 nach Preußen zurückgekehrt, kämpfte Winterfeld 1715/16 im Pommernfeldzug auf Rügen und vor Stralsund. 1717 kämpfte er auf dem Balkan und nahm an der Belagerung von Belgrad teil. 1718 wurde er Chef des Kürassierregiments „du Portail“. 1721 wurde er im Heerlager von Wangitten zum Generalmajor ernannt und 1723 zum Drost von Sparrenberg bei Minden bestellt. Von König Friedrich Wilhelm I. erhielt er 1723 das bisherige Lehnsgut Steinmocker in Vorpommern als Allodium und 1724 das Gut Kuglacken. Bereits 1716 wurde er Mitglied des Deutschen Ordens und wurde zum Komtur von Niedersachsen ernannt. Er starb am 21. Februar 1728.